# Lotto Hessen
Die Lotto Hessen GmbH ist ein aus der Lotterie-Treuhandgesellschaft mbH Hessen hervorgegangenes Beteiligungsunternehmen des Landes Hessen mit Sitz in Wiesbaden.

## Hintergrund
Lotto Hessen ist im Vertriebsgebiet Hessen verantwortlich für die technische Durchführung der bundesweit ausgespielten Lotterien von Lotto 6 aus 49, Toto, der Sportwette ODDSET, der Zusatzlotterien Super 6 und Spiel 77, der Sofortlotterie, Keno sowie der Zahlenlotterie Eurojackpot.
Veranstalter dieser staatlichen Lotterien ist die Hessische Lotterieverwaltung. Daneben bietet Lotto Hessen die Rentenlotterie Glücksspirale sowie seit April 2016 die Umweltlotterie Genau an. Seit dem 21. Januar 2015 ergänzt die Deutsche Sportlotterie das Angebot von Lotto Hessen. Zudem bietet Lotto Hessen Rubbellose und auch online Games, die teilweise den Spielautomaten (Slot machine) ähnlich sind, als Sofortlotterieprodukte an.
Das Unternehmen erzielte im Jahr 2022 einen Umsatz in Höhe von 745,1 Millionen Euro. Von den Umsätzen der hessischen Lotteriegesellschaft profitiert seit 1949 das Gemeinwohl. Lotto Hessen konnte dem Gemeinwohl in Hessen 2022 rund 147 Millionen Euro zur Verfügung stellen: für Projekte in den Bereichen Sport, Kultur, Denkmalpflege, Soziales und Umwelt. Die hessischen Tipper erzielten im Jahr 2022 eine Gewinnsumme in Höhe von 410 Millionen Euro, verteilt auf insgesamt 25,2 Millionen Einzelgewinner. Bei der Ziehung der europäischen Lotterie Eurojackpot am Freitagabend des 29. Juli 2016 im finnischen Helsinki knackte ein Tipper, ein Hesse, den mit exakt 84.777.435,80 Euro gefüllten Eurojackpot der Gewinnklasse 1. Dies bedeutete zu diesem Zeitpunkt zugleich neuen deutschlandweiten Rekord. Den stellte jedoch wenig später ein Tipper aus Baden-Württemberg ein, der mit 90 Millionen Euro einen neuen bundesdeutschen Rekord aufstellte. Der hessische Rekord blieb dem Nordhessen bis zum 28. Mai 2021 erhalten. An jenem Freitag räumte ein Tipper aus dem Rhein-Main-Gebiet den zu diesem Zeitpunkt randvollen Eurojackpot in Höhe von 90 Millionen Euro ab, bis heute hessischer Gewinnrekord.
Lotto Hessen beschäftigt in der Zentrale in Wiesbaden rund 200 Mitarbeiter. Sie sind tätig für den Vertrieb der Produkte, Qualitätsmanagement in den Verkaufsstellen sowie die logistischen und technischen Abläufe.
Wöchentlich werden etwa 1,5 Millionen Spielaufträge unter Sicherheitsvorkehrungen verarbeitet. Sie treffen aus dem Netz der Verkaufsstellen von Lotto Hessen online im Wiesbadener Zentralcomputer ein. Lotto Hessen ist Mitglied im Deutschen Lotto- und Totoblock. Im bundesweiten Pro-Kopf-Vergleich nimmt Hessen traditionell eine führende Rolle ein: Der Anteil am bundesweiten Gesamtumsatz betrug im Jahr 2022 9,4 Prozent. Zum Vergleich: Der Bevölkerungsanteil Hessens liegt bei 7,5 Prozent.

## Geschichte
Im Februar 1949 legte der hessische Landtag den Grundstein für die Entstehung der Lotterie-Treuhandgesellschaft mbH Hessen. Er verabschiedete damals in dritter Lesung das Sportwetten-Gesetz, so dass am 14. März 1949 offiziell die „Staatliche Sportwetten GmbH Hessen“ gegründet werden konnte. Einen Monat später fand die erste offizielle Toto-Ausspielung in Hessen statt. Dem voraus ging ein besonderer Kraftakt, denn innerhalb von Tagen mussten 180 Annahmestellen in ganz Hessen geschaffen, Wettscheine gedruckt und die Mitarbeiter gefunden werden, die damals noch in mühevoller Kleinarbeit die Tipps von Hand mit einer Schablone auszuwerten hatten. 70.000 Wettscheine gingen bis zum 9. April 1949 zur ersten Ausspielung ein. In einer Turnhalle in der Wiesbadener Schwalbacher Straße fand die erste Gewinnermittlung statt. Der erste Toto-Sonntag brachte Einnahmen in Höhe von 117.000 Deutsche Mark. 1952 zog die „Staatliche Sportwetten GmbH Hessen“ in die Wiesbadener Rosenstraße, die bis heute Sitz der Gesellschaft ist.
Lotto 6 aus 49 setzte sich erst am 29. Juni 1956 in Hessen durch. Damals verabschiedete der Hessische Landtag das Gesetz über die Zulassung des Zahlenlotto. Die „Staatliche Zahlenlotto GmbH“ nahm offiziell am 15. Juli 1956 ihren Betrieb in Wiesbaden auf und schloss sich direkt dem Deutschen Lottoblock an. Am 2. September des Jahres konnten die Hessen zum ersten Mal ihre Lotto-Einsätze bei der damaligen Gesellschaft „Hessen-Lotto“ tätigen. Gesellschafter waren das Land Hessen und die „Staatliche Sportwetten GmbH“. Bereits am 9. Oktober 1955 fand die erste Ziehung der Spielformel 6 aus 49 in Hamburg statt, noch ohne hessische Beteiligung. Das Waisenmädchen Elvira Hahn zog im ehemaligen Hotel Mau die ersten Gewinnzahlen aus einem Ziehungs-Rad. Am 4. September 1965 übertrug der Hessische Rundfunk die Ziehung zum ersten Mal aus dem Studio 4 in die bundesdeutschen Wohnzimmer.
Nach und nach wurden in Hessen weitere Lotterien und Sportwetten eingeführt. Am 18. Oktober 1993 wurde der erste Spielschein elektronisch in der Zentrale von Lotto Hessen erfasst. Nach einer Testphase bei ausgesuchten Verkaufsstellen während des gesamten Jahres gingen zum 1. Januar 1994 alle Verkaufsstellen in Hessen an das Online-Erfassungssystem der Lotteriegesellschaft. Seither werden die beinahe 1,5 Millionen wöchentlichen Spiel- und Wettaufträge online im Wiesbadener Zentralcomputer erfasst und ausgewertet.
Im Januar 2016 wurde Lotto Hessen neuer Mehrheitsgesellschafter der Deutschen Sportlotterie.

## Sponsoring
Die Lotto Hessen GmbH sponsert die hessischen Mannschaften Eintracht Frankfurt, HSG Wetzlar, RSV Lahn Dill, Fraport Skyliners und Rhein-Main Baskets. Rund 40 Sportvereine und -veranstaltungen kommen so zusammen. Dazu gehören nicht nur hessische Bundesliga-Vereine im Fußball, Basketball, Handball und Volleyball, sondern auch im Eishockey, Kunstturnen, Judo oder Tischtennis. 2016 wurde Lotto Hessen Trikotsponsor des 1. FFC Frankfurt. Der Sponsorenvertrag wurde für zwei Jahre abgeschlossen. Lotto Hessen war schon in den FFC-Anfangsjahren Trikotsponsor gewesen. 2016 wurde Lotto Hessen Nachfolger der Commerzbank.
Lotto Hessen ist auch Sponsor des Basketball-Bundesligisten Gießen 46er.